# Светодиодна лампа
Светодиодната лампа (LED-лампата) е електрическа лампа, която произвежда светлина с помощта на светодиоди (LED). Светодиодните лампи са значително по-енергийно ефективни от еквивалентните лампи с нажежаема жичка и луминесцентните лампи. Най-ефективните светодиодни лампи, предлагани в търговската мрежа, имат ефективност над 200 лумена на ват (lm/W) и преобразуват повече от половината от входящата енергия в светлина. Продаваните LED лампи имат няколко пъти по-дълъг живот от лампите с нажежаема жичка и луминесцентните лампи.
Светодиодните лампи се нуждаят от електронна схема (драйвер), за да работят от електрическата мрежа, а загубите в тази схема означават, че ефективността на лампата е по-ниска от ефективността на използваните светодиодни чипове. Веригата на драйвера може да изисква специални характеристики, за да бъде съвместима с димери (устройства за плавно намаление на силата на светлината), предназначени за лампи с нажежаема жичка. Обикновено формата на вълната на тока съдържа известно количество изкривявания в зависимост от технологията на осветителните тела.
Очаква се пазарът на светодиодни лампи да нарасне от 75,8 милиарда щ.д. през 2020 г. до 160 милиарда щ.д. през 2026 г. Светодиодите достигат пълна яркост веднага, без забавяне за загряване. Честото включване и изключване не намалява продължителността на живота, както е при луминесцентното осветление. Светлинният поток намалява постепенно през целия живот на светодиода.
Текстът върху опаковката на светодиодната лампа, продавана на дребно, може да посочва светлинния поток в лумени, консумацията на енергия във ватове, цветовата температура в келвини или описание на цветовете като „топло бяло“, „студено бяло“ или „дневна светлина“, работния температурен диапазон, дали лампата е съвместима с димер, дали лампата е подходяща за влажни/мокри помещения, а понякога и мощността, еквивалентна на лампа с нажежаема жичка, осигуряваща същия поток в лумени.

## История
Първите светодиоди с ниска мощност са разработени в началото на 60-те години на миналия век и произвеждат светлина само в ниските, червени честоти на спектъра. През 1968 г. се появяват първите светодиодни лампи с търговска цел: светодиодният дисплей на Hewlett-Packard, разработен под ръководството на Хауърд К. Бордън и Джералд П. Пигини, и светодиодната индикаторна лампа на Monsanto Company. Ранните светодиодни лампи обаче са неефективни и могат да изобразяват само тъмночервени цветове, което ги прави неподходящи за общо осветление и ограничава употребата им до цифрови дисплеи и индикаторни светлини.
Първият син светодиод с висока яркост е демонстриран от Шуджи Накамура от Nichia Corporation през 1994 г. По-късно за изобретяването на синия светодиод Исаму Акасаки, Хироши Амано и Накамура са удостоени с Нобелова награда за физика за 2014 г. Съществуването на сини светодиоди и високоефективни светодиоди води до разработването на първия „бял светодиод“, който използва фосфорно покритие за частично преобразуване на излъчваната синя светлина в червени и зелени честоти, създавайки светлина, която изглежда бяла. Нови светодиодни лампи навлизат на пазара в началото на XXI век в САЩ (Cree) и Япония (Nichia, Panasonic и Toshiba), а след това от 2004 г. в Корея и Китай (Samsung, Kingsun, Solstice, Hoyol и др.)
През 2008 г. Philips Lighting прекратява изследванията на компактни луминесцентни лампи и започва да отделя по-голямата част от бюджета си за изследвания и разработки за LED осветление.

## Устройство
Светлината се генерира от полупроводников чип. Той е съставен от няколко полупроводникови слоя – обикновено епитаксиално отложени – и свързващи елементи. Когато на диода се подаде постоянно напрежение, в активния слой се генерира светлина с определена дължина на вълната (синя светлина при белите светодиоди). Електроните и дупките се рекомбинират в полупроводника. Луминесценцията преобразува електрическата енергия в електромагнитна енергия, т.е. в светлина. Корпусът обикновено съдържа чипа, подложката, електрическите контакти и преобразуващия слой (фосфор). Именно този корпус, заедно с чипа, се нарича светлоизлъчващ диод, LED. Корпусът включва и функции като защитни схеми, оптични лещи или елементи за разсейване на топлината.

### Вградено захранване
Освен светодиодите, неразделна част от светодиодните източници на светлина е и захранващият модул, вграден в корпуса на лампата. Баластът, подобен на този при газоразрядните лампи, ограничава и стабилизира постоянния ток, необходим за работата на светодиодите, при значително по-ниско постоянно напрежение от мрежовото.
В повечето евтини светодиодни източници на светлина в основата на лампата е вграден захранващ блок на основата на кондензатор. Недостатъкът му е, че колебанията в мрежовото напрежение водят до колебания в яркостта.
В светодиодните светлинни източници се използват и аналогови схеми на източници на постоянен ток. За тази цел се използват и интегрални схеми.
За по-доброто качество на светодиодните лампи и осветителни тела се използват специални импулсни захранващи устройства.
Съществуват и така наречените нишкови (филаментни) LED лампи. При тях светещият елемент е светодиодна нишка (на английски: LED filament), имитираща жичката на лампите с нажежаема жичка. Светодиодните нишки се изработват по технологията „чип върху стъкло“ (Chip-on-glass). На прозрачна стъклена или сапфирена подложка се разполагат няколко (обикновено 28) сини светодиода, съединени последователно. Нишката е покрита с луминифор, определящ цвета на светене. Тъй като светодиодите в нишката са свързани последователно, тя се захранва с високо напрежение (от порядъка на 100 V). По този начин, две нишки в една лампа, свързани последователно, се захранват от напрежение, близко до напрежението на захранващата мрежа, което намалява изискванията и увеличава ефективността на захранващия драйвер. Светодиодните нишки работят при затруднено охлаждане, а температурата им не трябва да преминава 60 °C. За да се подобри охлаждането, балонът им се пълни с хелий.